# 傑克·威爾許

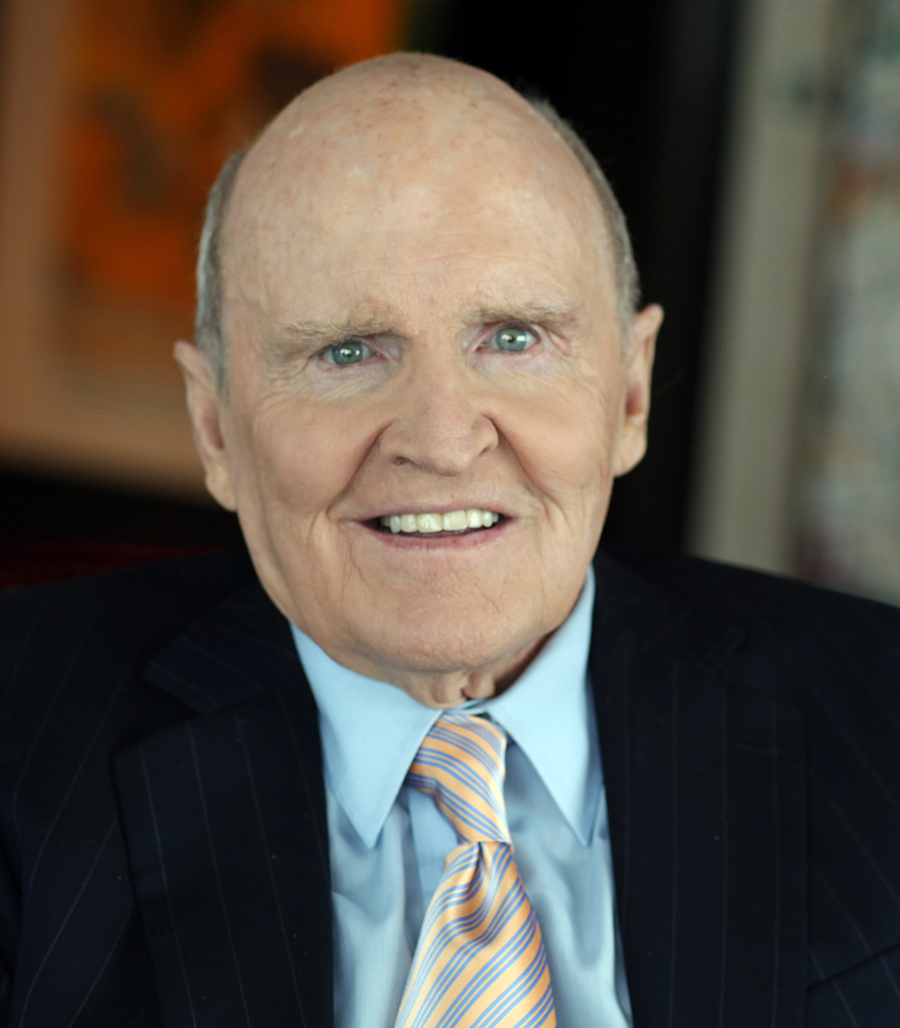
傑克·威爾許（2012年4月）

小約翰·法蘭西斯·“傑克”·威爾許（英語：John Francis "Jack" Welch, Jr.，1935年11月19日—2020年3月1日），又譯杰克·韦尔奇，美國企業家，於1981年至2001年擔任通用電氣（GE, General Electric）第八任執行長期間將該公司營業額提升到4100億美金，有「中子彈傑克」（Neutron Jack）之稱。

## 早年生涯
威爾許出生於麻薩諸塞州皮博迪（Peabody）的愛爾蘭裔天主教家庭。父親約翰在波士頓緬因鐵路（Boston & Maine Railroad）工作，母親是葛瑞絲（Grace）。
他在高中畢業後，就讀於马萨诸塞大学阿默斯特分校，在大學時代他是曲棍球隊員，1957年畢業取得化工學士。之後到伊利諾大學攻讀碩士及博士，於1960年完成學業，取得博士學位。

## 進入通用電氣
威爾許在1960年進入通用電氣位於麻州皮茨菲尔德的塑膠部門擔任工程師，當時年薪10,500美元。1972年升為該部門的副總，1977年升為部門總經理，1979年升為副董事長，1981年升為第八任最高執行長。在20年的生涯後於2001年退休。

## 經營手法
威爾許擔任通用電氣執行長起，開始針對公司進行組織再造，他以「三個圈圈」列出通用電氣的留存事業，將其他績效不好的事業部出售或關閉，包括了成為通用電氣傳統的家電事業。因此，通用電氣原有數百個事業，被縮減到不到20個事業。
1996年起，威爾許推動「六標準差」（6-Sigma），以將通用電氣產品的不良率降低到千萬分之34。
威爾許最受爭議的改革，就是大幅裁員。通用電氣員工人數由最高時的41萬人裁減到23萬人，裁員率高達40%。威爾許外號「中子彈傑克」的由來，即因為威爾許的大幅裁員有如中子彈一樣的特性：殺人而不傷一物。
威爾許將通用電氣轉變為學習型組織，將原有企業內的教育中心投入經費改造為克頓維爾（Crotonville）管理學院。通用電氣許多中高階主管皆到過此學院學習。
藉由一連串的興革，在威爾許2001年9月底退休時，通用電氣的年營業額從上任前的250億美元成長到1400億美元，獲利由15億美元上升到127億美元。

## 退休之後
從通用電氣退休後，威爾許馬上接任克杜萊（英語：Clayton, Dubilier, and Rice）的合夥人，此投資公司的基金規模有350億美元。公司借重威爾許在通用電氣時的行動力，挽救其陷入虧損的狀態。
威爾許在退休後，走訪各國演講。他被雜誌稱為「二十世紀最佳經理人」，《產業週刊》（Industry Week）稱為「最令人尊敬的執行長」。
2020年3月1日，威爾許因腎衰竭在紐約曼哈顿的家中逝世，享壽84歲。

## 外部連結
- . 2007年3月 （中文（臺灣））.
- 許明德.  (PDF). 國立清華大學 （中文（臺灣））.
- （英语）.
- （英语）.